# 库什卡屠杀
库什卡屠杀（羅馬化：Masakr u Ćuškoj）是在1999年5月14日科索沃战争期间，塞尔维亚安全部队、南斯拉夫军队和准军事部队杀害了41名科索沃阿族平民，他们都是19岁至69岁的男性。2010年3月13日，塞尔维亚战争罪检察官宣布，有9人因参与大屠杀而被捕，并在库什卡网站上表示，共有26人因谋杀和盗窃而接受调查。

## 背景
库什卡是靠近佩奇市的一个村庄。这个村庄有200间房子和大约2000名居民，主要是阿尔巴尼亚人。1999年5月14日清晨，塞尔维亚安全部队突袭了这个小村庄。在那里，妇女和儿童与男子分开，私人财产被有系统地偷走，身份证件被销毁。部队随后将这些人分成三组，每组约10人，并带进三间独立的房屋，在那里他们被自动武器击毙。然后，每幢房子都被放火烧了。在这三所房子里，每一所都只有一人幸存。
在库什卡发生的屠杀动机尚不清楚。阿吉姆·切库是科索沃解放军指挥官，也是这个村庄的本地人，他住在那里的父亲在大屠杀中被杀。塞族部队的许多人曾经说，他的死亡不是这次攻击的主要目的。

## 法庭审理
2010年3月13日，塞尔维亚战争罪检控办公室逮捕了9名准军事组织"豺狼"的成员。塞尔维亚战争罪检控办公室目前已经对26名在库什卡涉嫌谋杀和盗窃的个人展开调查。
2012年1月20日，瑞典斯德哥尔摩的一个地方法院判处34岁的前塞尔维亚警察米利奇·马丁诺维奇终身监禁，罪名是他在大屠杀中扮演的角色。斯德哥尔摩地方法院称，马丁诺维奇于2010年4月在瑞典被捕，被判犯有严重反人类罪，包括谋杀、谋杀未遂和严重纵火。
马丁诺维奇曾是塞尔维亚的特别警察部队的一员，1999年5月14日进入库什卡搜寻"恐怖分子"。法庭在判决中说，他身穿制服，携带武器，和其他部队一起俘虏了大量的人，杀害了当天被杀害的40人中的29人，试图杀害另外3人，烧毁房屋，虐待平民。法庭文件描述了他如何在战友开枪射杀平民时反复站队，以及他如何向地面开枪，并强迫居民交出黄金和其他贵重物品，但文件没有显示马丁诺维奇杀死任何受害者。据瑞典报纸报道，他将对判决提出上诉。